# Svatopluk Fučík
Svatopluk Fučík (21. října 1944, Praha – 18. května 1979, Praha) byl český matematik. Zaměřoval na nelineární funkcionální analýzu a teorii parciálních diferenciálních rovnic.

## Biografie
Základní školu a gymnázium vystudoval v Hradci Králové, poté studoval v letech 1962 až 1967 obor matematická analýza na Matematicko-fyzikální fakultě UK. V roce 1969 získal titul doktora přírodních věd, v témž roce obhájil kandidátskou práci Řešení nelineárních operátorových rovnic. Školitelem jeho diplomové i kandidátské práce byl profesor Jindřich Nečas.
V roce 1973 sepsal habilitační spis O některých problémech nelineární spektrální analýzy, v roce 1977 byl jmenován docentem.

## Dílo
Napsal řadu učebních textů z různých oblastí matematické analýzy:
- Úvod do variačního počtu (spoluautoři Jindřich Nečas, Vladimír Souček), Praha: SPN, 1972,

- Příklady z matematické analýzy 2., Metrické prostory, Praha: SPN 1972,
- Prostory funkcí (spoluautoři Alois Kufner, Oldřich John), Praha: SPN 1974,
- Function spaces (spoluautoři Luboš Pick, Oldřich John), Prague: De Gruyter 2013
- Matematická analýza 2. Diferenciální počet funkcí více proměnných, Praha: SPN 1975.

Také vyšla řada monografií v tuzemsku i v zahraničí zaměřená na oblast jeho vědeckého zájmu:
- Einführung in die Variationsrechnung (spoluautoři Jindřich Nečas, Vladimír Souček),

Lipsko: Teubner, 1977,
- Nelineární diferenciální rovnice (spoluautor Alois Kufner), Praha: SNTL 1978,
- Nonlinear differential equations (spoluautor Alois Kufner), Amsterdam: Elsevier 1980,
- Nelinejnyje differenciaľnyje uravnenija (spoluautor Alois Kufner), Moskva: Nauka 1988.